# Operation End Sweep

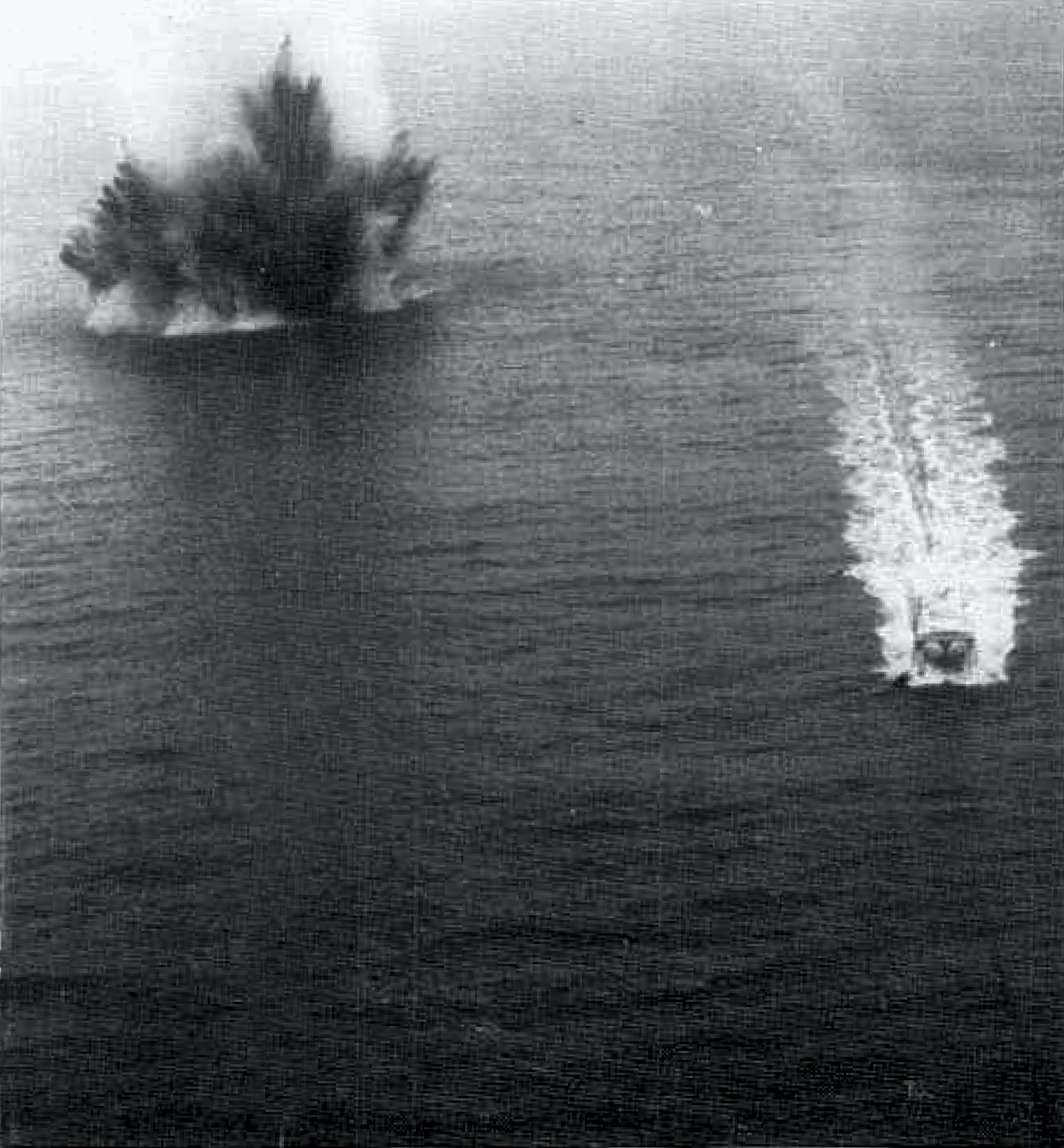
Eine Mine explodiert im Hafen von Haiphong am 9. März 1973, aufgenommen von der automatischen Kamera eines CH-53A Sea Stallion Helikopter.

Die Operation End Sweep wurde zwischen Februar und Juli 1973 von der US Navy und den US Marines in den Gewässern in und um Vietnam durchgeführt. Ziel der Mission war die Entfernung und Entschärfung aller amerikanischen Minen in den Küstengewässern Nordvietnams ebenso wie der Minen in den Binnenwasserstraßen.
Während der Mission eskortierte ein Paar von Zerstörern vier Hochseeminensucher, die Ankerplätze in der Umgebung von Hải Phòng sicherten.
Die Planung für die Operation End Sweep hatte bereits vor dem Abschluss der Pariser Friedensgespräche begonnen, da bekannt war, dass die Abriegelung von Haiphong schwere negative Auswirkungen auf die nordvietnamesische Wirtschaft hatte und das US-Verhandlungsteam ein Angebot der Beseitigung der Minen als Verhandlungspunkt nutzen könnte, um von Hanoi die Freilassung amerikanischer Kriegsgefangener verlangen zu können.

## Kosten
Die Gesamtkosten der im Rahmen der Operation durchgeführten Maßnahmen beliefen sich auf 20.394.000 Dollar.